# Neogyne elongata
Neogyne elongata är en fjärilsart som beskrevs av W. Warren 1898. Neogyne elongata ingår i släktet Neogyne och familjen mätare. Inga underarter finns listade i Catalogue of Life.